# Jørgen Sonne (Maler)

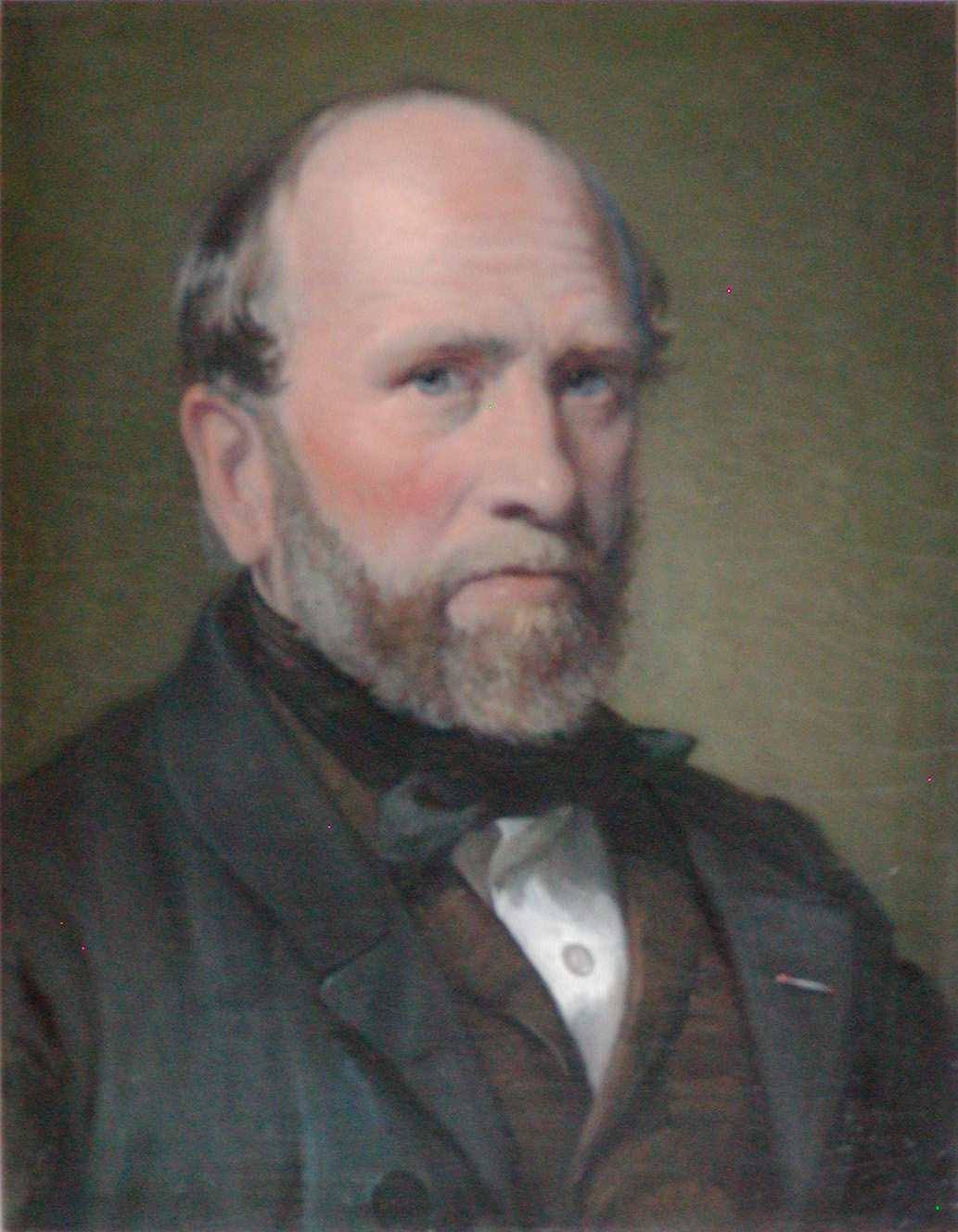
Wilhelm Marstrand:
Porträt – Jørgen Sonne (1853)
Frederiksborg Museum

Jørgen Valentin Sonne oder Jørgen Sonne (* 24. Juni 1801 in Birkerød; † 24. September 1890 in Kopenhagen) war ein dänischer Schlachten-, Tier- und Genremaler.

## Leben
Jørgen Sonnes Eltern waren der Graveur an der Königlichen Münze, Jeppe Jørgen Sonne (1771–1833) und seine Frau Else Cathrine, geb. Zimmer (1771–1851). Für Sonne war ursprünglich eine militärische Karriere geplant, nach einem Jahr Ausbildung an der Kadettenschule wechselte er jedoch 1815 an die Kunstakademie, wo er für die Freihandzeichnen-Klasse und später für die Modell-Schule bei Johann Ludwig Lund zugelassen wurde. In dieser Zeit machte er zunächst mit Klassenkameraden wie Troels Lund, Albert Küchler, Herman Wilhelm Bissen und Harro Harring insbesondere Naturstudien im Freien.
Ab 1818, er war nun Student beim Tier- und Schlachtenmaler Christian David Gebauer, stellte er Tierbilder sowie Kopien nach Vorlagen seines Lehrers und von niederländischen Malern aus. Bis 1820 waren dann Jagdstücke und Schlachtengemälde seine bevorzugten Themen. Um sich auf dem Gebiet der Schlachtenmalerei entwickeln zu können, war es Sonnes Bestreben, die Studien im Ausland fortzusetzen. Dies wurde im Jahre 1828 möglich, als er mit einer großen Reise-Unterstützung und der Empfehlung der Akademie nach München reisen konnte. Nach der Immatrikulation an der Münchner Kunstakademie im Januar 1829 begann er hier für mehr als 1½ Jahre eine Lehre bei dem Historienmaler Peter von Cornelius in dessen Abendkursen. Weitere Unterstützung holte er sich bei Peter von Hess, ohne jedoch dessen Schüler zu werden. Den Aufenthalt in der bayerischen Landeshauptstadt nutzte Sonne häufiger für Reisen in die Berge, etwa nach Berchtesgaden und Tirol. Die dort angefertigten Studien nutzte er für Bilder, die meistens in München zum Verkauf kamen, nur wenige wurden zu Hause ausgestellt.

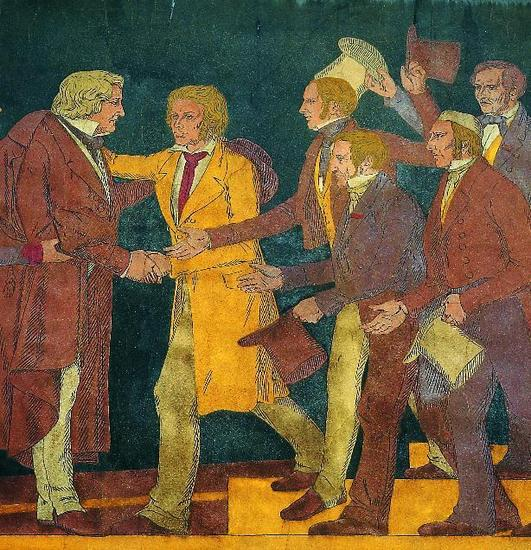
Jørgen Sonne:
Thorvaldsen Fries – Detail Thorvaldsen-Museum

Jørgen Sonne: Rytterkampen ved Århus den 31. maj 1849
ARoS Aarhus Kunstmuseum

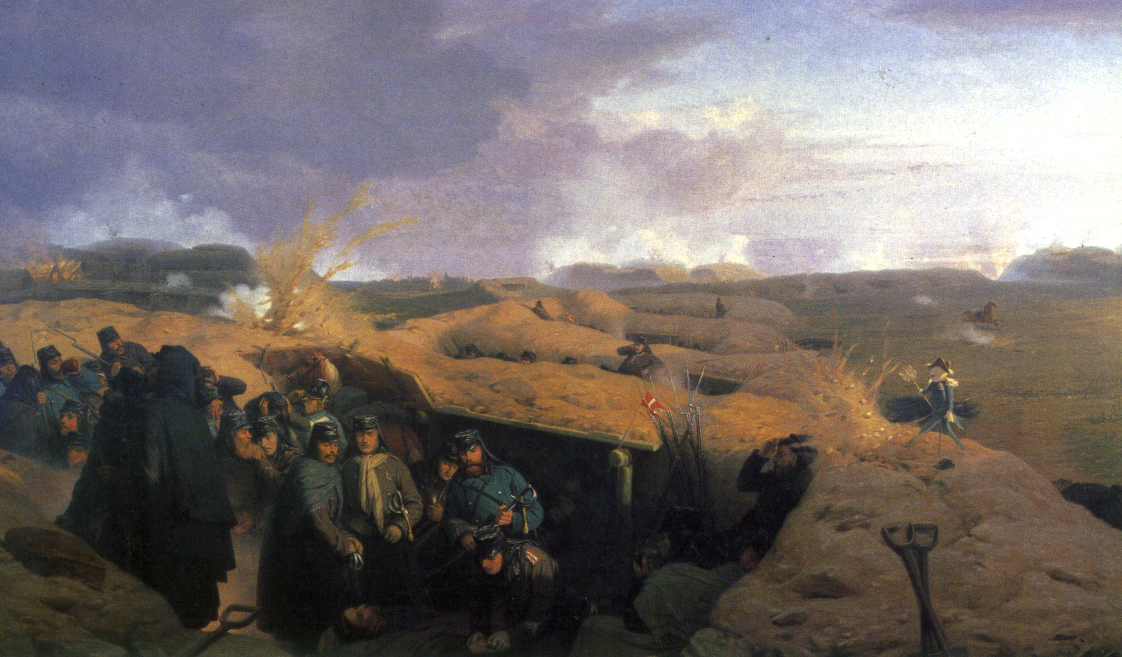
Jørgen Sonne: Dybbol Skanse

Nach dreijährigem Aufenthalt in München konnte Sonne mit neuer Unterstützung 1831 nach Italien reisen, um Studien bei dem französischen Historienmaler Horace Vernet zu betreiben; dieser war seit 1829 Direktor der Académie de France in Rom. Das Leben in Rom im Kreise der dänischen Kollegen führte zu einer Abkehr von den Schlachtengemälden. Häufige Reisen ins Umland der Campagna und der Kontakt zur dortigen Landbevölkerung, wie auch seine Jagdleidenschaft, brachten ihn der Genremalerei näher. Eine der wenigen noch von ihm gemalten Schlachtengemälde war 1832 En valplads morgenen efter et slag (Ein Schlachtfeld am Morgen nach einer Schlacht), eine Kopie nach dem Bildhauer Bertel Thorvaldsen.
Ende 1840 kehrte Sonne nach Dänemark zurück. In den folgenden Jahren stellte er Arbeiten aus, die noch aus der Erinnerung an Italien entstanden waren. Erst 1844 malte er ein dänisches Motiv: En gammel fisker, der om aftenen sætter sine garn ud (Ein alter Fischer legt am Abend seine Netze aus). 1846 wurde Sonne als Mitglied der Akademie aufgenommen mit dem Bild Søndag morgen, en familie […] (siehe Werke).
In den Jahren 1846 bis 1848 war Sonne beschäftigt mit der Anfertigung der Friese an den Außenmauern des Thorvaldsen-Museums, das zu Ehren von Bertel Thorvaldsen in Kopenhagen errichtet wurde. Die Idee der Gestaltung der Fassaden mit lebensgroßen Figuren kam vom Museumsarchitekten M.G. Bindesbøll. Die Friese zeigen Motive von der Heimkehr Thorvaldsens aus Rom im Jahre 1838. Dargestellt sind an den einzelnen Wänden: Die Menschenmenge, die den Bildhauer feiert; Das Entladen seiner Arbeiten von der Fregatte Rota; Die Überführung der Arbeiten in das Museum.
Von 1848 bis 1851 brachte ihn die Schleswig-Holsteinische Erhebung – der dreijährige Krieg (Dänisch: Treårskrigen) – zu den Schlachten zurück. Mit Erlaubnis des Kriegsministeriums war er bei der Armee als ziviler Kriegsberichterstatter auf dem Schlachtfeld mit seinem Skizzenbuch unterwegs. In seinen Zeichnungen, Aquarellen und hauptsächlich in den später aus diesen Vorlagen entstandenen Ölbildern schildert er den Mut und Patriotismus der dänischen Soldaten. 1864 beim Deutsch-Dänischen Kriege war er erneut auf den Gefechtsfeldern anzutreffen: I Dybbøl Skanser i April 1864 (Die Schanzen bei Düppel).
In der friedlichen Zeit nach 1864 hat sich Sonne erneut der Genremalerei gewidmet. Im Jahre 1865 war er nochmals in Italien mithilfe eines Stipendiums. Jørgen Sonne war nicht verheiratet, er starb am 24. September 1890 in Kopenhagen, seine Grabstelle befindet sich auf dem Holmens Kirkegaard.

## Stipendien, Preise, Ehrungen
- 1828: Fond ad Usus Publicos (1828–33, Unterstützung für die Auslandsreisen)
- 1852: Ehrung mit dem Dannebrogorden (Ridder af Dannebrog)
- 1865: Det anckerske Legat (Stipendium der Ancker-Stiftung; verwendet für eine Italienreise)
- 1871: Ernennung zum Professor durch die Akademie
- 1881: Auszeichnung als Dannebrog-Mann (Dannebrogsmand)

## Werke (Auswahl)
- 1833: Et Skib trækkes op ad Tiberen ved Hjælp af Bøfler. (Ein Schiff auf dem Tiber, stromauf gezogen von Büffeln)[2]
- 1836: Romerske Bønder, som drage til Marked. (Römische Bauern auf dem Weg zum Markt)
- 1830er: Høstmesse i den romerske Kampagne. (Ernte-Messe in der römischen Campagna)
- 1830er: Udsigt over bugten ved Napoli. (Blick auf die Bucht von Neapel)
- 1842: En sjællandsk høstscene. (Eine Seeländische Ernteszene)
- 1843: Et Marked i Omegnen af Rom. (Markt in der Nähe von Rom)
- 1844: En gammel fisker, der om aftenen sætter sine garn ud. (Ein alter Fischer legt am Abend seine Netze aus)
- 1845: Scene ved brønd i en neapolitansk by henimod aften. (Szene am Brunnen einer neapolitanischen Stadt gegen Abend)
- 1846: Søndag morgen, en familie er i begreb med at tage til kirke. (Sonntag Morgen, eine Familie ist im Begriff, in die Kirche zu gehen)
- 1846: En Flok Kvæg søger Køling i Vandet. (Eine Rinderherde sucht Kühlung im Wasser)
- 1847: Skt. Hansnat. De syges søvn på Helenegraven ved Tisvilde. (Skt. Hans Nacht. Die Kranken schlafen auf dem Helenengrab in Tisvilde)
- 1848: Angrebet 5. Juni 1848 fra Dybbøl Bjærg. (Der Angriff am 5. Juni 1848 bei den Düppeler Bergen)
- 1851: Slaget ved Isted 1850. (Schlacht bei Isted 1850)
- 1853: Kavallerifægtningen ved Århus 31. Mai 1849. / Rytterkampen ved Århus […] (Kavalleriegefechte in Aarhus)
- 1857: Isted Hede, natten efter slaget 25. Juli 1850. (Isted Heide, in der Nacht nach dem Kampf)
- 1871: I Dybbøl Skanser i April 1864. (Die Düppeler Schanzen)
- 1865: En pramtur på Esrum Kanal, med portrætter af familien Puggaard. (Eine Prahm-Tour auf dem Esrum Kanal, mit Porträts der Familie Puggaard)
- 1870: Fru Signe Puggaard og hendes to døtre. (Frau Signe Puggaard und ihre zwei Töchter)
- 1877: Aftenlandskab, pigen bringer vesperkost til markarbejderne. (Abendliche Landschaft, Mädchen bringen die Vesperkost für die Feldarbeiter)[2]

als Illustrator
- 1845: Sakuntala med Ringen, Skuespil af Kalidasas. (Kalidasa: Sakuntala; Drama in sieben Akten); dänische Übersetzung des indischen Nationaldramas von Martin Hammerich (1811–1881), illustriert von J. Sonne und xylographiert von Andreas Flinch (1813–1872).